# 25 (Archive)
25 è una raccolta di 4 CD del gruppo musicale Archive, pubblicata nel 2019 per celebrare i 25 anni di carriera del gruppo musicale, contenente brani tratti da tutti gli album pubblicati fino a quel momento e sette nuovi brani inediti.

## Tracce

### Disco Uno
1. Again - (musica: Keeler - testo: Griffiths, Walker)
2. Londinium - (musica: Keeler - testo: John, Arab)
3. Bullets - (musica: Keeler - testo: Berrier)
4. System - (musica: Keeler, Griffiths - testo: Griffiths, Berrier)
5. Kings Of Speed - (musica: Keeler - testo: Pen)
6. Nothing Else - (musica: Keeler - testo: Arab)
7. Kid Corner - (musica: Keeler, Griffiths - testo: Griffiths, Martin)
8. Erase - (musica: Keeler, Griffiths - testo:  Griffiths, Berrier)
9. Noise - (musica: Keeler - testo: Walker, Griffiths)
10. Shiver - (musica: Keeler - testo: Pen, Berrier, Griffiths)

### Disco Due
1. Controlling Crowds - (musica: Keeler - testo: Griffiths, Berrier)
2. Remains Of Nothing (feat. Band of Skulls) - (musica: Keeler, Griffiths - testo: Pen, Griffiths, Emma Richardson)
3. Distorted Angels - (musica: Keeler - testo: Berrier, Griffiths)
4. Bright Lights - (musica: Keeler - testo: Berrier, Griffiths)
5. The Empty Bottle - (musica: Keeler - testo: Pen, Griffiths)
6. Falling - (musica: Keeler - testo: Pen)
7. End Of Our Days - (musica: Keeler - testo: Martin)
8. Finding It So Hard - (Keeler)
9. Fuck U - (musica: Keeler - testo: Griffiths, Walker)
10. The False Foundation - (musica: Keeler - testo: Pen, Griffiths)
11. Take My Head - (musica: Keeler, Griffiths - testo: Griffiths, Courage Umaigba)

### Disco Tre
1. Lights - (musica: Keeler, Griffiths - testo: Berrier, Griffiths)
2. Waste - (musica: Keeler - testo: Walker, Griffiths)
3. Splinters - (musica: Keeler, Griffiths - testo: Pen)
4. Collapse/Collide - (Keeler)
5. Black & Blue - (musica: Keeler - testo: Martin, Griffiths)
6. Bridge Scene - (musica: Keeler, Griffiths - testo: Walker, Griffiths)
7. Numb - (musica: Keeler, Griffiths - testo: Walker, Griffiths)
8. Feel It - (musica: Keeler - testo: Pen)
9. Wiped Out - (musica: Keeler, Griffiths - testo: Griffiths, Keeler)
10. Driving In Nails - (musica: Keeler, Griffiths - testo: Berrier)

### Disco Quattro
1. You Make Me Feel - (musica: Keeler, Griffiths - testo: Griffiths, Courage Umaigba)
2. Bastardized Ink - (musica: Griffiths, Keeler - testo: John, Griffiths)
3. Pills - (musica: Keeler - testo: Griffiths, Quintile, Pen)
4. Violently - (musica: Griffiths, Keeler - testo: Griffiths, Martin)
5. Hatchet - (musica: Keeler, Griffiths - testo: Martin, Griffiths)
6. So Few Words - (musica: Keeler, Griffiths - testo: John, Arab)
7. Lines - (musica: Keeler, Griffiths - testo: John, Berrier, Pen)
8. Lightning Love (feat. Steve Mason) - (musica: Keeler, Steve Mason, Griffiths - testo: Mason, Berrier, Pen)
9. The Hell Scared Out Of Me - (musica: Keeler - testo: Griffiths, Quintile)
10. Hyper Real - (Keeler)
11. Heart Beats - (musica: Keeler, Griffiths - testo: Griffiths, Berrier)

## Formazione

### Attuali
- Darius Keeler - tastiere, pianoforte, sintetizzatori, organo, orchestrazioni, programmazione, arrangiamenti
- Danny Griffiths - Effetti sonori, tastiere, basso (Numb), programmazione, arrangiamenti
- Pollard Berrier - voce, chitarra ritmica
- Dave Pen - voce, chitarra ritmica, percussioni
- Maria Quintile - voce
- Holly Martin - voce

### Ex componenti
- Rosko John - Rapping
- Craig Walker - voce, chitarra ritmica (CD1: 1,9 / CD2: 9 / CD3: 2,7)
- Suzanne Wooder - voce in You Make Me Feel e Take My Head
- Roya Arab - voce in Londinium e Nothing Else

### Turnisti
- Steve "Smiley" Barnard - batteria, percussioni
- Steve Harris - chitarra, cori (CD1: 1,3-5,9,10 / CD2: 1,3,5,8,9 / CD3: 1,2,4,7,9 / CD4: 2-5,7)
- Jonathan Noyce - basso (CD1: 3-5,7,8,10 / CD2: 1-7,10 / CD3: 1,3-6,8-10 / CD4: 2-5,7-11)
- Mike Hurcombe - chitarra (CD1: 7,8 / CD2: 4,6,7,10 / CD3: 3,5,6,8,10 / CD4: 8-11)
- Lee Pomeroy - basso (CD1: 1,9 / CD2: 8,9 / CD3: 2,7 / CD4: 1,6)
- Matheu Martin - batteria (CD1: 1,6 / CD2: 11 / CD4: 1,6)
- Karl Hyde - chitarra e basso in Londinium e Nothing Else
- Tom Brazelle - armonica in Again e Finding It So Hard
- Jane Hanna - corno francese in You Make Me Feel
- Colin Goody - armonica in Take My Head
- Ali Keeler - violino in Londinium

### Ospiti
- Band of Skulls - strumenti in Remains Of Nothing:
- Emma Richardson - voce
- Russell Marsden - chitarra
- Matt Hayward - batteria
- Steve Mason - voce e chitarra acustica in Lightning Love